# صلاة الساعة السادسة

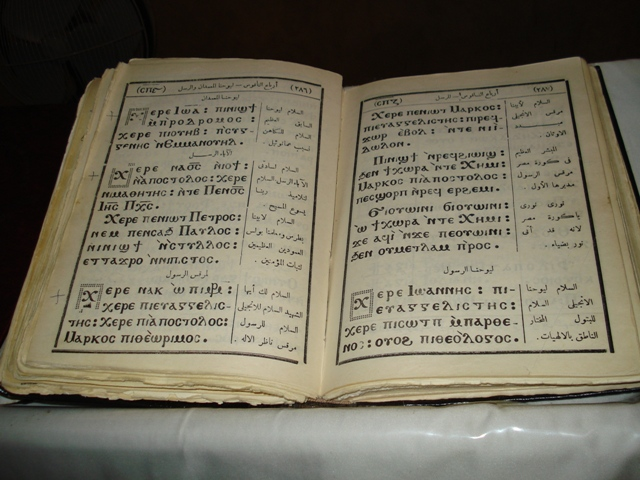
المزمور القبطي الأرثوذكسي المسيحي باللغة القبطية (مع الحواشي العربية). النص القبطي في مزمور مكتوب باللغتين القبطية والعربية. من أحد الأديرة بمصر. هذا ليس كتابًا مقدسًا ولكنه أحد كتب الكنيسة القبطية التي تستخدم أثناء الصلاة في الكنيسة والتي تسمى المزمور

صلاة الساعة السادسة هي إحدى صلوات الكنيسة القبطية الأرثوذكسية. في مثل هذه الساعة من النهار صلب مخلصنا، وقبل طلبة اللص بأن يذكره عند مجيئه في ملكوته. وفي مثلها بداية الظلمة. وتقابل الثانية عشرة ظهرا بالتوقيت الإفرنجي.

## مقدمة كل ساعة
اللهم اجعلنا مستحقين أن نقول بشكر:
أبانا الذي في السموات. ليتقدس اسمك. ليأت ملكوتك. لتكن مشيئتك. كما في السماء كذلك على الأرض. خبزنا الذي للغد أعطنا اليوم. وأغفر لنا ذنوبنا كما نغفر نحن أيضا للمذنبين إلينا. ولا تدخلنا في تجربة. لكن نجنا من الشرير. بالمسيح يسوع ربنا لأن لك الملك والقوة والمجد إلى الأبد. آمين.

### صلاة الشكر
فلنشكر صانع الخيرات الرحوم الله، أبا ربنا وإلهنا ومخلصنا يسوع المسيح، لأنه سترنا وأعاننا، وحفظنا، وقبلنا إليه وأشفق علينا وعضدنا، وأتى بنا إلى هذه الساعة. هو أيضا فلنسأله أن يحفظنا في هذا اليوم المقدس وكل أيام حياتنا بكل سلام. الضابط الكل الرب إلهنا.
أيها السيد الإله ضابط الكل أبو ربنا وإلهنا ومخلصنا يسوع المسيح، نشكرك على كل حال ومن أجل كل حال، وفي كل حال، لأنك سترتنا، وأعنتنا، وحفظتنا، وقبلتنا إليك، وأشفقت علينا، وعضدتنا، وأتيت بنا إلى هذه الساعة.
من أجل هذا نسأل ونطلب من صلاحك يا محب البشر، امنحنا أن نكمل هذا اليوم المقدس وكل أيام حياتنا بكل سلام مع خوفك. كل حسد، وكل تجربة وكل فعل الشيطان ومؤامرة الناس الأشرار، وقيام الأعداء الخفيين والظاهريين، انزعها عنا وعن سائر شعبك، وعن موضعك المقدس هذا. أما الصالحات والنافعات فارزقنا إياها. لأنك أنت الذي أعطيتنا السلطان أن ندوس الحيات والعقارب وكل قوة العدو. ولا تدخلنا في تجربة، لكن نجنا من الشرير.
بالنعمة والرأفات ومحبة البشر اللواتي لابنك الوحيد ربنا وإلهنا ومخلصنا يسوع المسيح. هذا الذي من قبله المجد والإكرام والعزة والسجود تليق بك معه مع الروح القدس المحيي المساوي لك الآن وكل أوان وإلى دهر الدهور آمين.

### المزمور الخمسون
ارحمني يا الله كعظيم رحمتك، ومثل كثرة رأفتك تمحو إثمي. اغسلني كثيرا من إثمي ومن خطيتي طهرني، لأني أنا عارف بإثمي وخطيتي أمامي في كل حين. لك وحدك أخطأت، والشر قدامك صنعت. لكي تتبرر في أقوالك. وتغلب إذا حوكمتُ. لأني هاأنذا بالإثم حبل بي، وبالخطايا ولدتني أمي. لأنك هكذا قد أحببت الحق، إذ أوضحت لي غوامض حكمتك ومستوراتها. تنضح على بزوفاك فأطهر، تغسلني فأبيض أكثر من الثلج. تسمعني سرورا وفرحا، فتبتهج عظامي المنسحقة. اصرف وجهك عن خطاياي، وامح كل آثامي. قلبا نقيا اخلق في يا الله، وروحا مستقيما جدده في أحشائي. لا تطرحني من قدام وجهك وروحك القدوس لا تنزعه منى. امنحني بهجة خلاصك، وبروح رئاسي عضدني فأعلم الأثمة طرقك والمنافقون إليك يرجعون، نجني من الدماء يا الله إله خلاصي، فيبتهج لساني بعدلك. يا رب افتح شفتي، فيخبر فمي بتسبيحك. لأنك لو آثرت الذبيحة لكنت الآن أعطي، ولكنك لا تسر بالمحرقات، فالذبيحة لله روح منسحق. القلب المنكسر والمتواضع لا يرذله الله، أنعم يا رب بمسرتك على صهيون، ولتبن أسوار أورشليم. حينئذ تسر بذبائح البر قربانا ومحرقات ويقربون على مذابحك العجول. هلليلويا.

## بدء الصلاة
تسبحة الساعة السادسة من النهار المبارك، أقدمها للمسيح ملكي وإلهي، وأرجوه أن يغفر لي خطاياي.

### (1) المزمور الثالث والخمسون
اللهم باسمك خلصني، وبقوتك احكم لي. استمع يا الله صلاتي، وأنصت إلى كلام فمي. فإن الغرباء قد قاموا علي، والأقوياء طلبوا نفسي. لم يجعلوا الله أمامهم. هوذا الله عوني، والرب ناصر نفسي، يرد الشرور على أعدائي، بحقك استأصلهم. فأذبح لك طائعا، وأعترف لاسمك يا رب فإنه صالح. لأنك من جميع الشدائد نجيتني، وبأعدائي نظرت عيناي. هلليلويا.

### (2) المزمور السادس والخمسون
ارحمني يا الله ارحمني، فإنه عليك توكلتْ نفسي. وبظل جناحيك أعتصم، إلى أن يعبر الإثم. أصرخ إلى الله العلي، الإله المحسن إلى. أرسل من السماء فخلصني، وجعل العار على الذين يطأونني. أرسل الله رحمته وحقه، وخلص نفسي من بين الأشبال إذ نمت مضطربا. أسنان أبناء البشر سلاح وسهام، ولسانهم سيف مرهف. اللهم ارتفع على السموات، وليرتفع مجدك على سائر الأرض. نصبوا لرجلي فخاخا وأحنوا نفسي، حفروا قدام وجهي حفرة فسقطوا فيها.
مستعد قلبي يا الله، مستعد قلبي، أسبح وأرتل في تمجيدي. استيقظ يا مجدي، استيقظ أيها المزمار والقيثارة. أنا أستيقظ مبكرا. أعترف لك في الشعوب يا رب، وأرتل لك في الأمم. لأن رحمتك قد عظمت إلى السموات، وإلى السحاب عدلك. اللهم ارتفع على السموات، وليرتفع مجدك على سائر الأرض.  هلليلويا.

### (3) المزمور الستون
استمع يا الله طلبتي، وأصغ إلى صلاتي. من أقاصي الأرض صرخت إليك، عندما ضجر قلبي. على الصخرة رفعتني وأرشدتني. صرتَ رجائي، وبرجا حصينا في وجه العدو. فأسكن في مسكنك إلى الدهر، وأستظل بستر جناحيك. لأنك أنت يا الله استمعت صلواتي، أعطيت ميراثا لخائفي اسمك. تزيد الملك أياما على أيامه، وسنينَ على سنيّه. إلى جيل فجيل، ويدوم إلى الأبد قدام الله. رحمتك وحقك يحفظانه. هكذا أرتل لاسمك إلى دهر الدهور، لأفي نذوري يوما فيوما. هلليلويا.

### (4) المزمور الثاني والستون
يا الله إلهي، إليك أبكر، عطشت إليك نفسي. يشتاق إليك جسدي، في أرض مقفرة وموضع غير مسلوك ومكان بلا ماء. هكذا ظهرت لك في القدس، لأرى قوتك ومجدك. لأن رحمتك أفضل من الحياة، شفتاي تسبحانك. لذلك أباركك في حياتي، وباسمك أرفع يدي. فتشبع نفسي كما من شحم ودسم. بشفاه الابتهاج نبارك اسمك. كنت أذكرك على فراشي، وفي أوقات الأسحار كنت أرتل لك. لأنك صرت لي عونا، وبظل جناحيك أبتهج.
التحقت نفسي وراءك، ويمينك عضدتني. أما الذين طلبوا نفسي للهلاك، فيدخلون في أسافل الأرض. ويدفعون إلى يد السيف، ويكونون أنصبة للثعالب. أما الملك فيفرح بالله، ويفتخر كل من يحلف به. لأن أفواه المتكلمين بالظلم تسد. هلليلويا.

### (5) المزمور السادس والستون
ليتراءف الله علينا ويباركنا، وليظهر وجه علينا ويرحمنا. لتعرف في الأرض طريقك، وفي جميع الأمم خلاصك. فلتعترف لك الشعوب يا الله، فلتعترف لك الشعوب كلها. لتفرح الأمم وتبتهج، لأنك تحكم في الشعوب بالاستقامة، وتهدى الأمم في الأرض. فلتعترف لك الشعوب يا الله، فلتعترف لك الشعوب جميعا. الأرض أعطت ثمرتها، فليباركنا الله إلهنا. ليباركنا الله، فلتخشه جميع أقطار الأرض. هلليلويا.

### (6) المزمور التاسع والستون
اللهم التفت إلى معونتي، يا رب أسرع وأعنى. ليخزى ويخجل طالبو نفسي، وليرتدَّ إلى خلف ويخجل الذين يبتغون لي الشر. وليرجع بالخزي سريعا القائلون لي: نِعِمَّا نِعِمَّا. وليبتهج ويفرح بك جميع الذين يلتمسونك، وليقل في كل حين محبو خلاصك: فليتعظم الرب. وأما أنا فمسكين وفقير، اللهم أعنى. أنت معيني ومخلصي يا رب فلا تبطئ. هلليلويا.

### (7) المزمور الثالث والثمانون
مساكنك محبوبة يا رب إله القوات. تشتاق وتذوب نفسي للدخول إلى ديار الرب. قلبي وجسمي قد ابتهجا بالإله الحي. لأن العصفور وجد له بيتا، واليمامة عشا لتضع فيه أفراخها. مذابحَك يا رب اله القوات، ملكي وإلهي. طوبى لكل السكان في بيتك، يباركونك إلى الأبد.
طوبى للرجل الذي نصرته من عندك يا رب، رتب مصاعد في قلبه. في وادي البكاء، في المكان الذي قرره. لأن البركات يعطيها واضع الناموس. يسيرون من قوة إلى قوة، يتجلى إله الآلهة في صهيونَ.
أيها الرب إله القوات استمع لصلاتي، أنصت يا إله يعقوب. وانظر أيها الإله ناصرنا، واطلع إلى وجه مسيحك. لأن يوما صالحا في ديارك خير من آلاف. اخترت لنفسي أن أطرَح على باب بيت الله، أفضل من أن أسكن في مظال الخطاة. لأن الرب الإله يحب الرحمة والحق، ويعطى مجدا ونعمة. الرب لا يمنع الخيرات عن السالكين بالدعة. يا رب إله القوات، طوبى للإنسان المتكل عليك. هلليلويا.

### (8) المزمور الرابع والثمانون
رضيتَ يا رب عن أرضك، رددتَ سبى يعقوب. غفرتَ آثام شعبك، سترتَ جميع خطاياهم. حللتَ كل رجزك، رجعتَ عن سخط غضبك. ردَّنا يا إله خلاصنا، واصرف غضبك عنا. هل إلى الأبد تغضب علينا، أو تواصل رجزك من جيل إلى جيل؟ أنت يا الله تعود فتحيينا، وشعبك يفرح بك. أرنا يا رب رحمتك، وأعطنا خلاصك.
إني أسمع ما يتكلم به الرب الإله، لأنه يتكلم بالسلام لشعبه ولقديسيه، وللذين رجعوا إليه بكل قلوبهم. لأن خلاصه قريب من جميع خائفيه، ليسكن المجد في أرضنا. الرحمة والحق تلاقيا، البر والسلام تلاثما. الحق من الأرض أشرق، والبر من السماء تطلع. لأن الرب يعطى الخيرات، وأرضنا تعطى ثمرها. البر أمامه يسلك ويطأ في طريق خطواته. هلليلويا .

### (9) المزمور الخامس والثمانون
أمل يا رب أذنك واستمعني، لأني مسكين وبائس أنا. احفظ نفسي لأني بار، يا إلهي خلص عبدك المتكل عليك. ارحمني يا رب، لأني إليك أصرخ اليوم كله. فرح نفس عبدك، لأني إليك يا رب رفعت نفسي. لأنك أنت يا رب صالح ووديع، ورحمتك كثيرة لكافة المستغيثين بك.
أنصت يا رب إلي صلاتي، وأصغ إلى صوت تضرعي. في يوم شدتي إليك صرختُ فأجبتني. فليس لك شبيه في الآلهة يا رب، ولا من يصنع كأعمالك. كل الأمم الذين خلقتهم يأتون ويسجدون أمامك يا رب، ويمجدون اسمك. لأنك أنت عظيم وصانع العجائب، أنت وحدك الإله العظيم.
اهدني يا رب إلى طريقك فأسلك في حقك، ليفرح قلبي عند خوفه من اسمك. أعترف لك أيها الرب إلهي من كل قلبي، وأمجد اسمك إلى الأبد. لأن رحمتك عظيمة على، وقد نجيت نفسي من الجحيم السفلي.
اللهم إن مخالفي الناموس قد قاموا علىّ ومجمع الأعزاء طلبوا نفسي، ولم يسبقوا أن يجعلوك أمامهم. وأنت أيها الرب الإله أنت رؤوف ورحيم. أنت طويل الروح، وكثير الرحمة وصادق. انظر إلي وارحمني. أعطِ عزة لعبدك، وخلص ابن أمتك. اصنع معي آية صالحة، ليرى ذلك مبغضي فيخزوا. لأنك  أنت يا رب أعنتني وعزيتني. هلليلويا.

### (10) المزمور السادس والثمانون
أساساته في الجبال المقدسة. يحب الرب أبواب صهيون، أفضل من جميع مساكن يعقوب. أعمال مجيدة قد قيلت عنك يا مدينة الله.
أذكر رَهَبَ وبابل اللتين تعرفانني. هوذا القبائل الغريبة وصور وشعب الحبشة، هؤلاء كانوا هناك. صهيون الأم تقول إن إنسانا وإنسانا ولد فيها، وهو العلي الذي أسسها إلى الأبد. الرب يحدّث في كتب الشعوب والرؤساء، أولئك الذين ولدوا فيها. لأن سكنى الفرحين جميعهم فيكِ. هلليلويا.

### (11) المزمور التسعون
الساكن في عون العَليّ، يستريح في ظل إله السماء. يقول للرب أنت هو ناصري وملجأي، إلهي فأتكل عليه. لأنه ينجيك من فخ الصياد، ومن كلمة مقلقة. في وسط منكبيه يظللك، وتحت جناحيه تعتصم، عدله يحيط بك كالسلاح. فلا تخشى من خوف الليل، ولا من سهم يطير في النهار. ولا من أمر يسلك في الظلمة، ولا من سقطة وشيطان الظهيرة. يسقط عن يسارك ألوف، وعن يمينك ربوات، وأما أنت فلا يقتربون إليك. بل بعينيك تتأمل، ومجازاة الخطاة تبصر.
لأنك أنت يا رب رجائي. جعلتَ العليَّ ملجأك. فلا تصيبك الشرور، ولا تدنو ضربة من مسكنك. لأنه يوصى ملائكته بك، ليحفظوك في سائر طرقك. وعلى أيديهم يحملونك، لئلا تعثر بحجر رجلك. تطأ الأفعى وملكَ الحيات، وتسحق الأسد والتنين. لأنه على أتكل فأنجيه، أرَفعه (أستره) لأنه عرف اسمي. يدعوني فأستجيب له. معه أنا في الشدة، أنقذه وأمجده. ومن طول الأيام أشبعه، وأريه خلاصي. هلليلويا.

### (12) المزمور الثاني والتسعون
الرب قد ملك، ولبس الجلال. لبس الرب القوة، وتمنطق بها. لأنه ثبت المسكونة فلن تتزعزع. كرسيك ثابت منذ البدء، وأنت هو منذ الأزل. رفعت الأنهار يا رب، رفعت الأنهار صوتها. ترفع الأنهار صوتها، من صوت مياه كثيرة. عجيبة هي أهوال البحر، وعجيب هو الرب في الأعالي. شهاداته صادقة جدا، لبيتك ينبغي التقديس يا رب طول الأيام. هلليلويا.

## (إنجيل متى 5: 1ـ16)
فلما أبصر الجموع صعد إلى الجبل. وعندما جلس تقدم إليه تلاميذه، ففتح فاه وعلمهم قائلا: طوبى للمساكين بالروح، لأن لهم ملكوت السموات. طوبى للحزانى الآن، لأنهم يتعزون. طوبى للودعاء، لأنهم يرثون الأرضَ. طوبى للجياع والعطاش إلى البر لأنهم يُشبعون. طوبى للرحماء لأنهم يُرحمون. طوبى لأنقياء القلب لأنهم يعاينون الله. طوبى لصانعي السلام، لأنهم يُدعَون أبناءَ الله. طوبى للمطرودين من أجل البر لأن لهم ملكوت السموات. طوبى لكم إذا طردوكم وعيروكم وقالوا فيكم من أجلي كل شر كاذبين. افرحوا وتهللوا لأن أجركم عظيم في السموات، فإنهم هكذا طردوا الأنبياء الذين كانوا قبلكم.
أنتم مِلح الأرض، فإذا فسد المِلح فبماذا يُملح؟ لا يصلح بعد لشيء، إلا لأن يطرح خارجا وتدوسه الناس. أنتم نور العالم. لا يمكن أن تخفى مدينة كائنة على جبل. ولا يوقدون سراجا ويضعونه تحت المكيال، بل يضعونه على المنارة فيضيء لكل من في البيت. هكذا فليضئ نوركم قدام الناس، لكي يروا أعمالكم الصالحة فيمجدوا أباكم الذي في السموات. (والمجد لله دائما)

## القطع
- يا من في اليوم السادس وفي الساعة السادسة سمرت على الصليب، من أجل الخطية التي تجرأ عليها أبونا أدم في الفردوس، مزق صك خطايانا أيها المسيح إلهنا وخلصنا. أنا صرخت إلى الله والرب سمعني. اللهم استجب صلاتي ولا ترفض طلبتي. التفت إليّ واسمعني. عشية وباكر ووقت الظهر، كلامي أقوله فيسمع صوتي، ويخلص نفسي بسلام. (ذوكصابتري كيه إيو كي آجيو ابنيفماتي Doxa Patri ke Uiw ke `agiw `Pneumati - المجد للآب والابن والروح القدس).
- يا يسوع المسيح إلهنا الذي سمرتَ على الصليب في الساعة السادسة، وقتلت الخطية بالخشبة، وأحييت الميت بموتك، الذي هو الإنسان الذي خلقته بيديك، الذي مات بالخطية. اقتل أوجاعنا بآلامك الشافية المحيية، وبالمسامير التي سمرت بها، أنقذ عقولنا من طياشة الأعمال الهيولية والشهوات العالمية، إلى تذكر أحكامك السمائية كرأفتك.( كي نين، كي آ إي، كي ايستوس إي أوناس تون إي أونون آمين Ke nun ke `a`i ke ic touc `e`wnac twn `e`wnwn `amyn - الآن وكل أوان وإلى دهر الداهرين آمين).
- إذ ليس لنا دالة ولا حجة ولا معذرة من أجل كثرة خطايانا، فنحن بك نتوسل إلى الذي ولد منك يا والدة الإله العذراء. لأن كثيرة هي شفاعتك، قوية ومقبولة عند مخلصنا. أيتها الأم الطاهرة، لا ترفضني الخطاة من شفاعتك عند الذي ولد منك، لأنه رحوم وقادر على خلاصنا، لأنه تألم من أجلنا لكي ينقذنا، فلتدركنا رأفتك سريعا لأننا قد تمسكنَّا جدا. أعنا يا الله مخلصنا من أجل مجد اسمك. يا رب نجنا واغفر لنا خطايانا، من أجل اسمك القدوس. (كي نين، كي آ إي، كي ايستوس إي أوناس تون إي أونون آمين Ke nun ke `a`i ke ic touc `e`wnac twn `e`wnwn `amyn - الآن وكل أوان وإلى دهر الداهرين آمين).
- صنعت خلاصا في وسط الأرض كلها أيها المسيح إلهنا، عندما بسطت يديك الطاهرتين على عود الصليب. فلهذا كل الأمم تصرخ قائلة: المجد لك يا رب. ( ذوكصابتري كيه إيو كي آجيو ابنيفماتي Doxa Patri ke Uiw ke `agiw `Pneumati - المجد للآب والابن والروح القدس).
- نسجد لشخصك غير الفاسد أيها الصالح، طالبين مغفرة خطايانا أيها المسيح إلهنا. لأن بمشيئتك سررت أن تصعد على الصليب، لتنجي الذين خلقتهم من عبودية العدو. نصرخ إليك ونشكرك لأنك ملأت الكل فرحا، أيها المخلص لما أتيت لتعين العالم، يا رب المجد لك. (كي نين، كي آ إي، كي ايستوس إي أوناس تون إي أونون آمين Ke nun ke `a`i ke ic touc `e`wnac twn `e`wnwn `amyn - الآن وكل أوان وإلى دهر الداهرين آمين).
- أنت هي الممتلئة نعمة يا والدة الإله العذراء. نعظمك لأن من قبل صليب ابنك انهبط الجحيم وبطل الموت. أمواتا كنا فنهضنا، واستحققنا الحياة الأبدية، ونلنا نعيم الفردوس الأول. من أجل هذا نمجد بشكر غيرَ المائت المسيح إلهنا.

Kuri`e `ele`hcon كيرياليسون (يا رب ارحم) 41 مرة

## قدوس قدوس قدوس
قدوس، قدوس، قدوس، رب الصباؤوت. السماء والأرض مملوءتان من مجدك وكرامتك. ارحمنا يا الله الآب ضابط الكل. أيها الثالوث القدوس ارحمنا. أيها الرب إله القوات كن معنا، لأنه ليس لنا معين في شدائدنا وضيقاتنا سواك.
حل واغفر واصفح لنا يا الله عن سيئاتنا، التي صنعناها بإرادتنا والتي صنعناها بغير إرادتنا، التي فعلناها بمعرفة والتي فعلناها بغير معرفة، الخفية والظاهرة. يا رب اغفرها لنا، من أجل اسمك القدوس الذي دعي علينا. كرحمتك يا رب وليس كخطايانا.
واجعلنا مستحقين أن نقول بشكر: أبانا الذي في السموات..

## التحليل
نشكرك يا ملكنا ضابط الكل أبا ربنا وإلهنا مخلصنا يسوع المسيح ونمجدك، لأنك جعلت أوقات الآلام أبنك الوحيد أوقات عزاء وصلاة. اقبل إليك تضرعنا، وامح عنا صك خطايانا المكتوبة علينا، كما مزقته في هذه الساعة المقدسة بصليب ابنك الوحيد يسوع المسيح ربنا ومخلص نفوسنا، هذا الذي به هدمتَ كل قوة العدو.
أعطنا يا الله وقتا بهيا، وسيرة بلا عيب، وحياة هادئة، لنرضي اسمك القدوس المسجود له، ونقف أمام المنبر المخوف العادل الذي لابنك الوحيد يسوع المسيح ربنا بغير وقوع في دينونة، ونمجدك مع كافة قديسيك. أنت الآب غير المبتدئ والابن المساوي لك، والروح القدس المحيى، الآن وكل أوان وإلى دهر الدهور كلها. أمين.

## طلبة تصلى آخر كل ساعة
ارحمنا يا الله ثم ارحمنا. يا من في كل وقت وكل ساعة، في السماء وعلى الأرض، مسجود له وممجد. المسيح إلهنا الصالح، الطويل الروح، الكثير الرحمة، الجزيل التحنن، الذي يحب الصديقين ويرحم الخطاة الذين أولهم أنا. الذي لا يشاء موت الخاطئ مثل ما يرجع ويحيا. الداعي الكل إلى الخلاص لأجل الموعد بالخيرات المنتظرة.
يا رب اقبل منا في هذه الساعة وكل ساعة طلباتنا. سهل حياتنا، وأرشدنا إلى العمل بوصاياك. قدس أرواحنا. طهر أجسامنا. قوم أفكارنا. نق نياتنا. اشف أمراضنا واغفر خطايانا. ونجنا من كل حزن رديء ووجع قلب. أحطنا بملائكتك القديسين، لكي نكون بمعسكرهم محفوظين ومرشدين، لنصل إلى اتحاد الإيمان وإلى معرفة مجدك غير المحسوس وغير المحدود، فإنك مبارك إلى الأبد. أمين.

اللهم اجعلنا مستحقين أن نقول بشكر: أبانا الذي في السموات...